# Yeshayahou Leibowitz

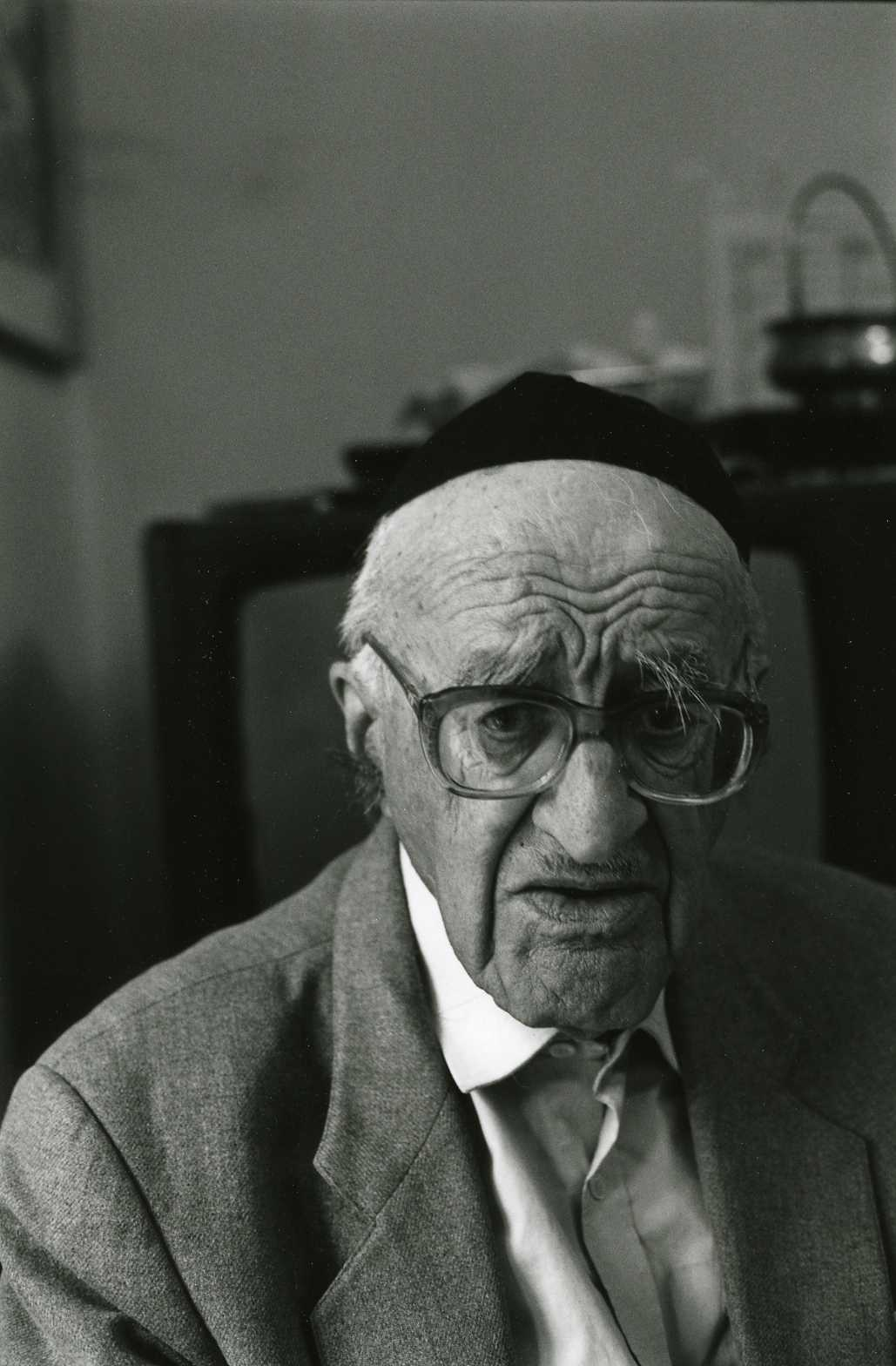
Yeshayahu Leibowitz.

Yeshayahu Leibowitz (en hebreo, ישעיהו ליבוביץ) (Riga, 1903 - 1994) fue un químico, filósofo y escritor israelí.

## Libros
- Judaísmo, Pueblo judío y Estado de Israel
- La fe de Maimónides
- Cinco libros sobre la fe
- Israel y Judaísmo
- Pueblo, tierra, estado
- Breves lecciones bíblicas
- Ciencia y valores
- Discusión de la 'Ruta de los Justos "de Ramh'al
- Los fundamentos del Judaísmo:  Las conversaciones sobre Pirkei Avot (Aforismos de los Padres) y Maimónides

- Datos: Q215927
- Multimedia: Yeshayahu Leibowitz / Q215927